# Czubajka gwiaździsta

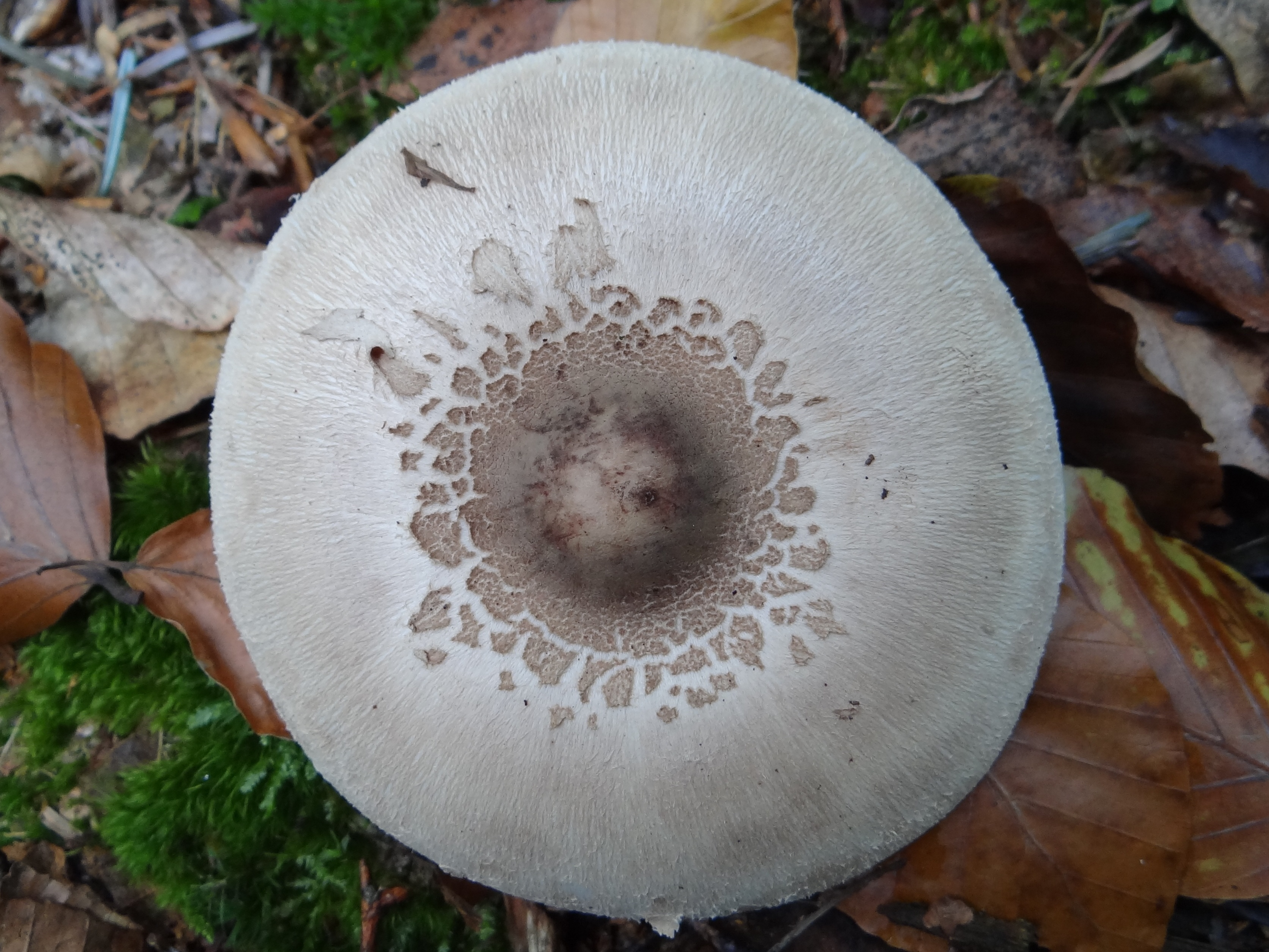

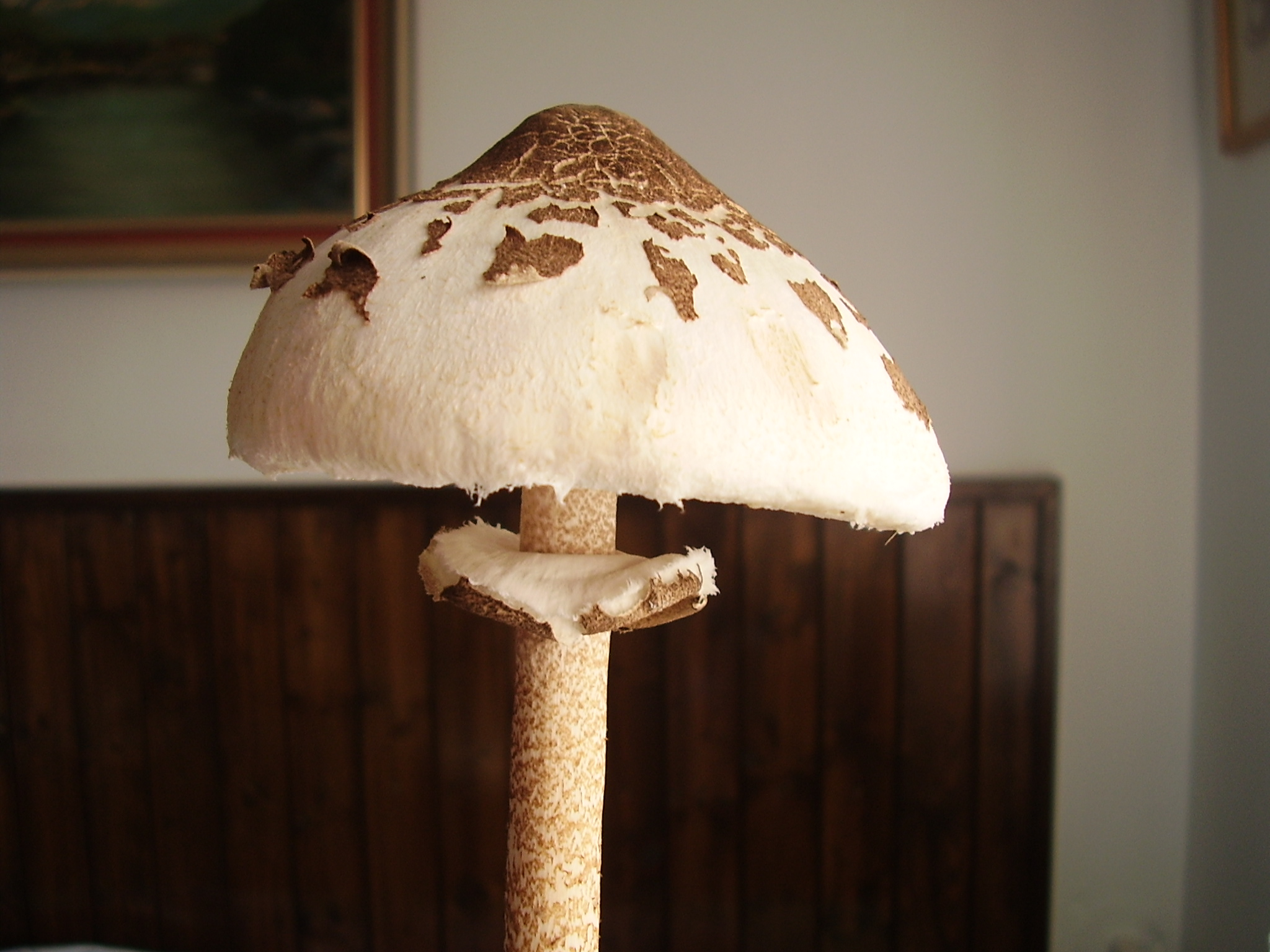

Czubajka gwiaździsta (Macrolepiota konradii) – gatunek grzybów należący do rodziny pieczarkowatych (Agaricaceae). W wyniku badań morfologicznych i filogenetycznych gatunek ten uznany został za synonim czubajki sutkowatej (Macrolepiota mastoidea (Fr.) Singer).

## Systematyka i nazewnictwo
Pozycja w klasyfikacji według Index Fungorum: Macrolepiota, Agaricaceae, Agaricales, Agaricomycetidae, Agaricomycetes, Agaricomycotina, Basidiomycota, Fungi.
Po raz pierwszy takson ten zdiagnozował w 1860 r. Petter Orton nadając mu nazwę Lepiota konradii. Obecną, uznaną przez Index Fungorum nazwę nadał mu w 1967 r. M.M. Moser, przenosząc go do rodzaju Macrolepiota.
Synonimy naukowe:
- Lepiota excoriata var. konradii Huijsman 1943
- Lepiota konradii Huijsman ex P.D. Orton 1960
- Macrolepiota procera var. konradii (Huijsman ex Orton) Gminder 2003

Nazwę polską podał Władysław Wojewoda w 2003 r.

## Morfologia
Kapelusz
Średnica od 7 do 12 cm. U młodych okazów jajowaty, później dzwonkowato-stożkowy, w końcu rozpostarty. Na środku ma brodawkowaty garb. Skórka na powierzchni kapelusza rwie się na łuski, które stopniowo zmniejszają się w kierunku brzegu kapelusza. Tylko powierzchnia na środku kapelusza pozostaje nierozerwana. Kolor kapelusza od jasnokremowego do jasnobrązowego, środek jest ciemnobrązowy, jednolity.
Blaszki
Białe lub kremowe, szerokie, wolne, o płatkowatych ostrzach. Od kapelusza oddzielają się łatwo.
Trzon
Wysokości od 10 do 18 cm, średnicy od 0,8 do 1,6 cm, cylindryczny, z bulwiastą podstawą o średnicy do 2,5 cm. Łatwo daje się wyłamać. Ma ochrowy kolor, w środku jest pusty. Ma lejkowaty, łatwo przesuwający się po trzonie pierścień. Powyżej pierścienia jest gładki, natomiast pod pierścieniem jest brązowo nakrapiany lub marmurkowy (ważna cecha rozpoznawcza).
Miąższ
Biały, miękki, w sąsiedztwie trzonu nieco czerwieniejący. Smak i zapach przyjemny.
Gatunki podobne
Przez grzybiarzy zwykle nie jest odróżniana od innych czubajek i traktowana jest jako mniejsza czubajka kania. Inne podobne gatunki to:
- czubajnik czerwieniejący[6] (Chlorophyllum rhacodes) – jego miąższ po przełamaniu czerwienieje.
- czubajka sutkowata (Macrolepiota mastoidea) – kapelusz bardziej jednolicie ubarwiony, a pierścień na trzonie praktycznie nie przesuwa się[7].
- sinoblaszek trujący Chlorophyllum molybdites. Jest silnie trujący. Gatunek ten jak dotąd w Polsce nie występuje, ale jest częsty w USA i rozprzestrzenia się[8].

## Występowanie i siedlisko
Czubajka gwiaździsta występuje głównie w Europie. Ponadto opisano jej występowanie w stanie Georgia w USA oraz w Australii. W Polsce częstość jej występowanie i rozprzestrzenienie nie są znane. W piśmiennictwie naukowym do 2003 r. opisano tylko 2 jej stanowiska (na Wzgórzach Tynieckich i w Pienińskim PN).
Występuje na ściółce w lasach liściastych i sosnowych, szczególnie na ich obrzeżach oraz na niewielkich polankach.

## Znaczenie
Grzyb jadalny, w smaku podobny do czubajki kani. Saprotrof.